# Samuel Breslauer
Samuel Breslauer (* 3. April 1870 in Śrem (Poznan, deutsch: Schrimm, Posen); † 12. November 1942 im KZ Theresienstadt) war ein deutsch-jüdischer Journalist und Verbandsfunktionär. Er war bis 1933 stellvertretender Chefredakteur und Politikchef der nationalkonservativen Tageszeitung Berliner Lokal-Anzeiger im Verlag August Scherl, der zum Hugenberg-Konzern gehörte. Er war Mitbegründer des Reichsverbands der Deutschen Presse (RDP) und Vorsitzender des obersten Ehren- und Schiedsgerichts. Er war Mitbegründer und Vorstand des Verbands nationaldeutscher Juden.

## Leben
Samuel Breslauer war der Sohn von Heimann und Bertha Breslauer. Er hatte sechs Schwestern und einen Bruder. Er studierte an der Universität Rostock und der Universität Leipzig, wo er Friedrich Stein hörte. Ihm widmete er seine Dissertation Die rechtliche Stellung des Armenanwalts im Civilprocesse, mit der Breslauer 1894 an der Juristischen Fakultät der Universität Rostock zum Doktor der Rechte (Dr. jur.) promoviert wurde. 1894 heiratete Breslauer die acht Jahre ältere Lehrerin Bertha Pinn aus Grätz (Posen). Die Familie ihres Vaters stammte aus England. Daher nennt sie ihren 1895 geborenen Sohn William. 1897 wurde ihre Tochter Gertrude und 1900 ihre Tochter Irene Ruth geboren.
Seine jüdische Herkunft erschwerte dem promovierten Juristen den Eintritt in den Staatsdienst. Stattdessen begann er eine Karriere im Journalismus beim erfolgreichen Massenblatt Berliner Lokal-Anzeiger im Verlag von August Scherl, dem er rund 30 Jahre verbunden blieb. Breslauer etablierte sich in der Politikredaktion unter dem langjährigen Chefredakteur Hugo von Kupffer und dessen Nachfolger Adolf Lange. In den 1920er Jahren leitete er das Ressort Politik und gehörte bis 1933 zur Chefredaktion. 1927 nahm Breslauer an einer ranghohen Reise deutscher Chefredakteure bei der Jungfernfahrt des HAPAG-Dampfers New York in die USA teil, für die Adolph Ochs, Verleger der New York Times, und Victor F. Ridder, Verleger der New Yorker Staats-Zeitung, Empfänge gaben. Er war Mitbegründer des Reichsverbands der Deutschen Presse (RDP). Da er Jurist war, wurde er zum Vorsitzenden des obersten Ehren- und Schiedsgerichts gewählt. Auf Bezirksebene war er Vorsitzender der Rechtsschutzstelle und im Verein Berliner Presse Leiter des Aufnahmeausschusses. Im Hugenberg-Konzern wuchs intern der Antisemitismus, den Breslauer 1932 nicht mehr für tolerierbar hielt. Er ließ sich im Sommer 1932 beurlauben und ging 1933 in den Ruhestand. Damit kam er dem nationalsozialistischen Schriftleitergesetz zuvor, das ihm als Juden zum 1. Januar 1934 die Redaktionstätigkeit in einer nichtjüdischen Zeitung und die Mitgliedschaft in der Reichspressekammer verboten hätte. Breslauer war am 20. März 1921 einer der sieben Gründer des Verbands nationaldeutscher Juden (VNDJ) und langjähriges Vorstandsmitglied. Der Verband befürwortete die Zugehörigkeit zum deutschen Volkstum, agitierte nationalistisch, suchte die Nähe zu Hugenbergs Deutschnationaler Volkspartei und grenzte sich scharf gegen Zionismus und das Ostjudentum ab.
Im Frühjahr 1938 wurde das Ehepaar Breslauer gezwungen, seine 5-Zimmer-Wohnung in der Berliner Straße 23 in Berlin-Charlottenburg aufzugeben. Sie zogen in Charlottenburg in die Bregenzer Straße 1–2 und hatten zwei Zimmer zur Untermiete. Ihr Sohn William Breslauer wurde während der Novemberpogrome 1938 verhaftet und in das KZ Sachsenhausen verschleppt. Die Breslauers wurden 1942 deportiert und ermordet. Sie wurden von der Gestapo ins Sammellager beim Altersheim der Jüdischen Gemeinde in Berlin-Mitte gebracht und später zusammen mit etwa 1000 anderen ins KZ Theresienstadt transportiert, wo sie am 18. August 1942 eintrafen. Die bereits erkrankte Bertha Breslauer starb dort vier Tage später, offiziell an Herzschwäche und Altersschwäche. Samuel Breslauer starb ebenfalls dort, an Entiritis und Darmkatarrh erkrankt, mit der offiziellen Todesursache Herzschwäche.
Vor dem Haus Berliner Straße 23 in Berlin-Charlottenburg wurden am 8. November 2021 zwei Stolpersteine verlegt, die an Samuel und Bertha Breslauer erinnern.